# Sra. Danvers (Rebecca)
La Sra. Danvers es la principal antagonista de la novela de 1938 Rebeca, de Daphne du Maurier. Danvers es la ama de llaves de Manderley, la mansión perteneciente a Maximillian "Maxim" de Winter, donde vivió con su primera esposa, Rebecca, con quien Danvers estaba obsesionada. En la adaptación cinematográfica de 1940 de Alfred Hitchcock, Danvers fue interpretada por Judith Anderson, quien recibió una nominación al Premio Óscar a la mejor actriz de reparto.

## Biografía
Apodada "Danny" por Rebecca (aunque nunca se le dio un nombre de pila), la Sra. Danvers fue su criada de niña. Tras la muerte de Rebecca, la Sra. Danvers persigue a la nueva esposa del señor Maxim de Winter, convencida de que ésta intenta "tomar el lugar de Rebecca" a pesar de que nunca se conocieron y no se parecían en nada. También le guarda rencor a Maxim por haberse vuelto a casar, e intenta romper el matrimonio. Más adelante en la historia, sugiere a la nueva señora de Winter usar un vestido en particular para un baile de disfraces, sabiendo que Rebecca lo había utilizado el año anterior. Esto enfurece al señor de Winter, y cuando la nueva esposa confronta a Danvers por su engaño, esta intenta manipularla para que salte por la ventana del tercer piso.
Tras el hallazgo del cuerpo de Rebecca, la Sra. Danvers se da cuenta de que Maxim la mató. Empaca bruscamente y se marcha de Manderley. Al enterarse, Maxim tiene un presentimiento y regresa corriendo a Londres. Él y su esposa ven un resplandor en el horizonte y cenizas en el viento que indican que la mansión se está quemando; incendio que se supone que comenzó la Sra. Danvers. Su destino es desconocido: al inicio de la novela, el narrador dice: «Sra. Danvers. Me pregunto qué estará haciendo ahora».

## Adaptaciones
La primera interpretación en pantalla de la Sra. Danvers fue a manos de Judith Anderson en la adaptación más famosa de la película, Rebecca, película de 1940 dirigida por Alfred Hitchcock. Aquí, la muerte de Danvers en el incendio es explícita. Anderson fue nominada al Óscar a la mejor actriz de reparto, pero perdió contra Jane Darwell por The Grapes of Wrath. La cinta fue galardonada con el Óscar a la mejor película.
Posteriormente, fue interpretada por varias actrices en adaptaciones televisivas, como Dorothy Black en 1947, Nina Foch en 1962, Anna Massey en 1979, Diana Rigg en 1997 y Mariangela Melato en una adaptación televisiva italiana en 2008.
Kristin Scott Thomas la interpreta en Rebecca, película de Netflix de 2020.
En ninguna de las adaptaciones se menciona la historia de fondo de la Sra. Danvers, a diferencia de la novela original.